# Zombie Birdhouse
Albums de Iggy Pop
Party
(1981) Blah Blah Blah
(1986)
Zombie Birdhouse est le septième album d'Iggy Pop, sorti en 1982.

## Titres
Toutes les chansons sont de Rob DuPrey et Iggy Pop.
1. Run Like a Villain – 3:00
2. The Villagers – 3:46
3. Angry Hills – 2:55
4. Life of Work – 3:44
5. The Ballad of Cookie McBride – 2:58
6. Ordinary Bummer – 2:40
7. Eat or Be Eaten – 3:14
8. Bulldozer – 2:16
9. Platonic – 2:39
10. The Horse Song – 2:57
11. Watching the News – 4:10
12. Street Crazies – 3:53
Titre bonus de la réédition CD :
13. Pain & Suffering – 3:39

## Musiciens
- Iggy Pop : chant
- Rob DuPrey : guitare, claviers, chœurs
- Chris Stein : basse
- Clem Burke : batterie, percussions